# Szpital na Klinach
Szpital na Klinach – prywatny szpital specjalistyczny należący do Grupy NEO Hospital, posiadający status szpitala klinicznego, położony w Krakowie w dzielnicy Kliny Zacisze. Działalność rozpoczął w listopadzie 2018 roku. Jeden z pierwszych w Polsce ośrodków wykonujących operacje z wykorzystaniem systemu robotycznego i pierwszy w Polsce realizujący, na skalę międzynarodową, otwarty program szkoleń dla lekarzy w zakresie zabiegów wykonywanych przy wsparciu robota. 
Szpital oferuje opiekę na poziomie ambulatoryjnym, diagnostycznym i zabiegowym, m.in. w zakresie ginekologii, urologii, ortopedii, bariatrii i chirurgii: ogólnej, naczyniowej, onkologicznej oraz chirurgii plastycznej. 
Infrastrukturę szpitala stanowią m.in. dwie sale operacyjne, sala chirurgii jednego dnia oraz 26 poradni specjalistycznych. W szpitalu działają centra kompetencji, m.in. Klinika Leczenia Otyłości, Centrum Leczenia Piersi, Centrum Leczenia Endometriozy, Centrum Leczenia Przepuklin czy Centrum Leczenia Chorób Tarczycy.
Szpital prowadzi działalność dydaktyczno-naukową we współpracy z Krakowską Akademią im. Andrzeja Frycza Modrzewskiego. Placówka posiada akredytację International Bariatric Club i bierze udział w programie kontroli jakości administrowanym przez American College of Surgeons. W 2021 została wyróżniona – jako pierwszy polski szpital – w konkursie organizowanym przez International Hospital Federation (IHF Awards).